# Max Abbas
Max Abbas (auch Abbass oder Abbaß; * 25. Mai 1844 in Weimar; † 8. Januar 1923 in Hildburghausen) war ein deutscher Bibliothekar und Flötist in Bayreuth und Meiningen.

## Leben
Sein Vater Gottfried Bernhard Daniel Abbas (1810–1876) war Oboist, sein jüngerer Bruder war der Geiger, Bratschist und Herzogliche Hofmusikdirektor Alfons Abbas. Max Abbas war Schüler des Kammervirtuosen Theodor Winkler in Weimar. Die Neue Zeitschrift für Musik berichtet in ihrer Ausgabe vom 18. Juli 1862 von einem Wohltätigkeitskonzert zu Gunsten des Gustav-Adolph-Frauenvereins in Weimar, bei welchem er unter anderen als Flötist mitgewirkt hatte. Ab 1873 war Abbas Flötist in Meiningen. Im Sommer 1876 war er als Mitglied der Meininger Hofkapelle Flötist im ersten Festspielorchester in Bayreuth. Er war Mitglied der Genossenschaft Deutscher Bühnen-Angehöriger und 1874 Präsident der örtlichen Vertretung am Fürstlichen Hoftheater in Sondershausen.